# 16. kongres Občanské demokratické strany
16. kongres ODS se konal 26. - 27. listopadu 2005 v Brně.

## Dobové souvislosti a témata kongresu
Kongres se konal několik měsíců před sněmovními volbami roku 2006 a jeho hlavním tématem byla příprava na volby a prezentace volebních témat. ODS představila novou grafickou podobu, kdy k modré barvě přibyla i oranžová a kromě symbolu ptáka se objevila i turistická modrá značka. Kongres zopakoval kritiku vládní koalice ČSSD, KDU-ČSL a US-DEU (nyní vláda Jiřího Paroubka), která podle ODS „škodí České republice.“ ODS kritizovala sbližování sociálních demokratů s KSČM. S uspokojením se pak kongres vyjádřil k hlasování v referendech ve Francii a Nizozemsku, kde voliči zamítli návrh evropské ústavy.
Nešlo o volební kongres, takže neproběhly významnější personální změny ve vedení strany, s výjimkou dovolby tří nových členů Výkonné rady.

## Personální složení vedení ODS po kongresu
- Dovolba Výkonné rady ODS - Milan Cabrnoch, Jiří Kadrnka, Jiří Pospíšil[2]

Ostatní posty bez změn oproti předchozímu 15. kongresu ODS